# راي بي. مكندلز
راي بي. مكندلز (بالإنجليزية: Ray B. McCandless)‏ هو مدرب كرة سلة أمريكي، ولد في 6 أكتوبر 1889 في بروكن باو في الولايات المتحدة، وتوفي في 8 يناير 1931 في يورك في الولايات المتحدة.

## وصلات خارجية
- راي بي. مكندلز على موقع كلية كرة السلة في سبورتس رفرنس.كوم (الإنجليزية)